# Cranendonck
Cranendonck es un municipio de la provincia de Brabante Septentrional en los Países Bajos. El 30 de abril de 2017 contaba con una población de 20.676 habitantes, sobre una superficie de 78,05 km², de los que 1,6 km² corresponden a la superficie ocupada por el agua, con una densidad de 270 h/km².  
El municipio se creó el 1 de enero de 1997 por la fusión de los antiguos municipios de Budel y Maarheeze. El municipio lo integran Budel, donde se localiza el ayuntamiento, Budel-Dorplein, Budel-Schoot, Gastel, Maarheeze y Soerendonk. Toma el nombre del castillo Cranendonck, que posiblemente existía ya en el siglo XIII y durante un tiempo ejerció de centro administrativo de las aldeas de la zona, hasta su destrucción en 1673 por los franceses.

## Galería de imágenes

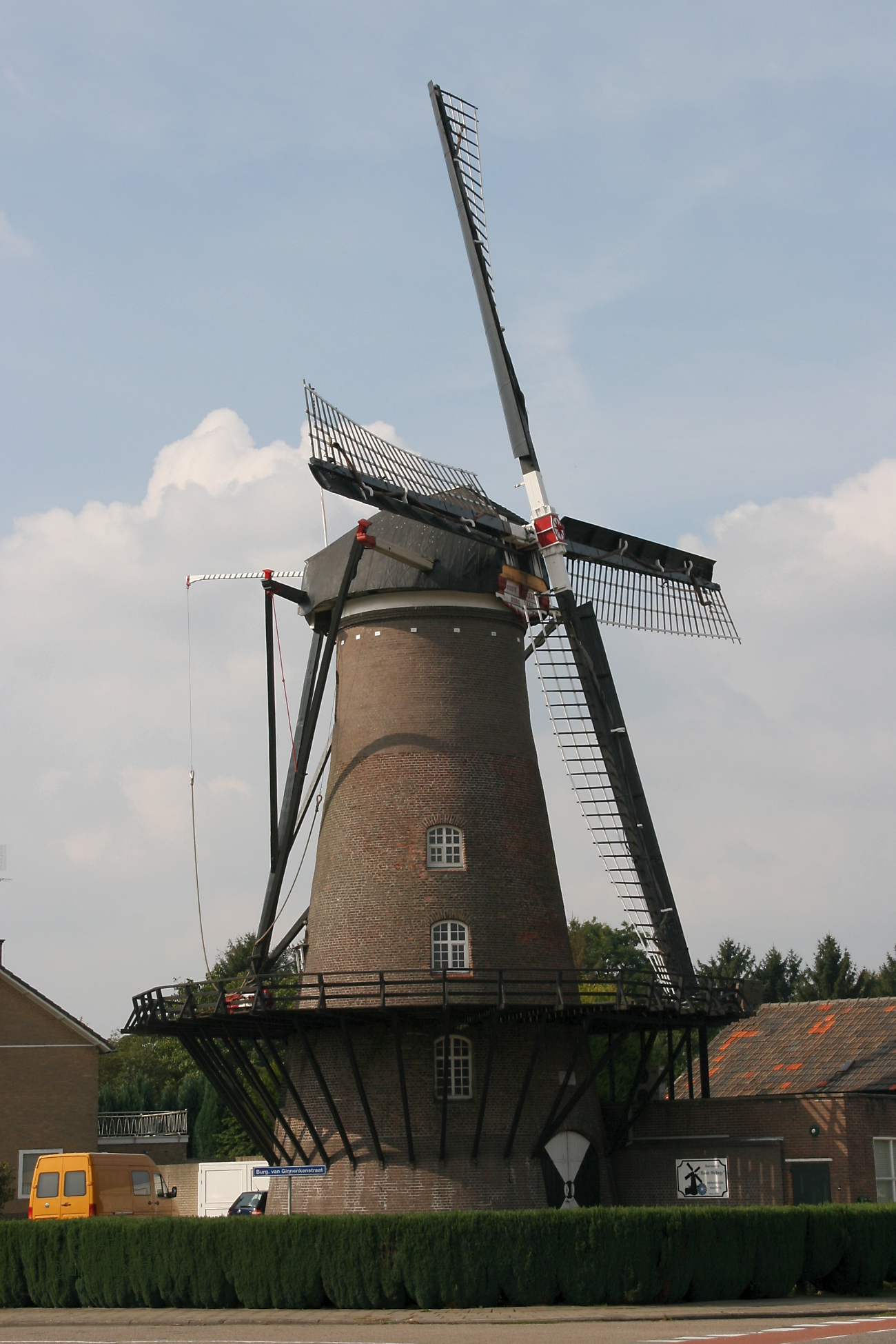
Budel: molino Nooit Gedacht, 1846
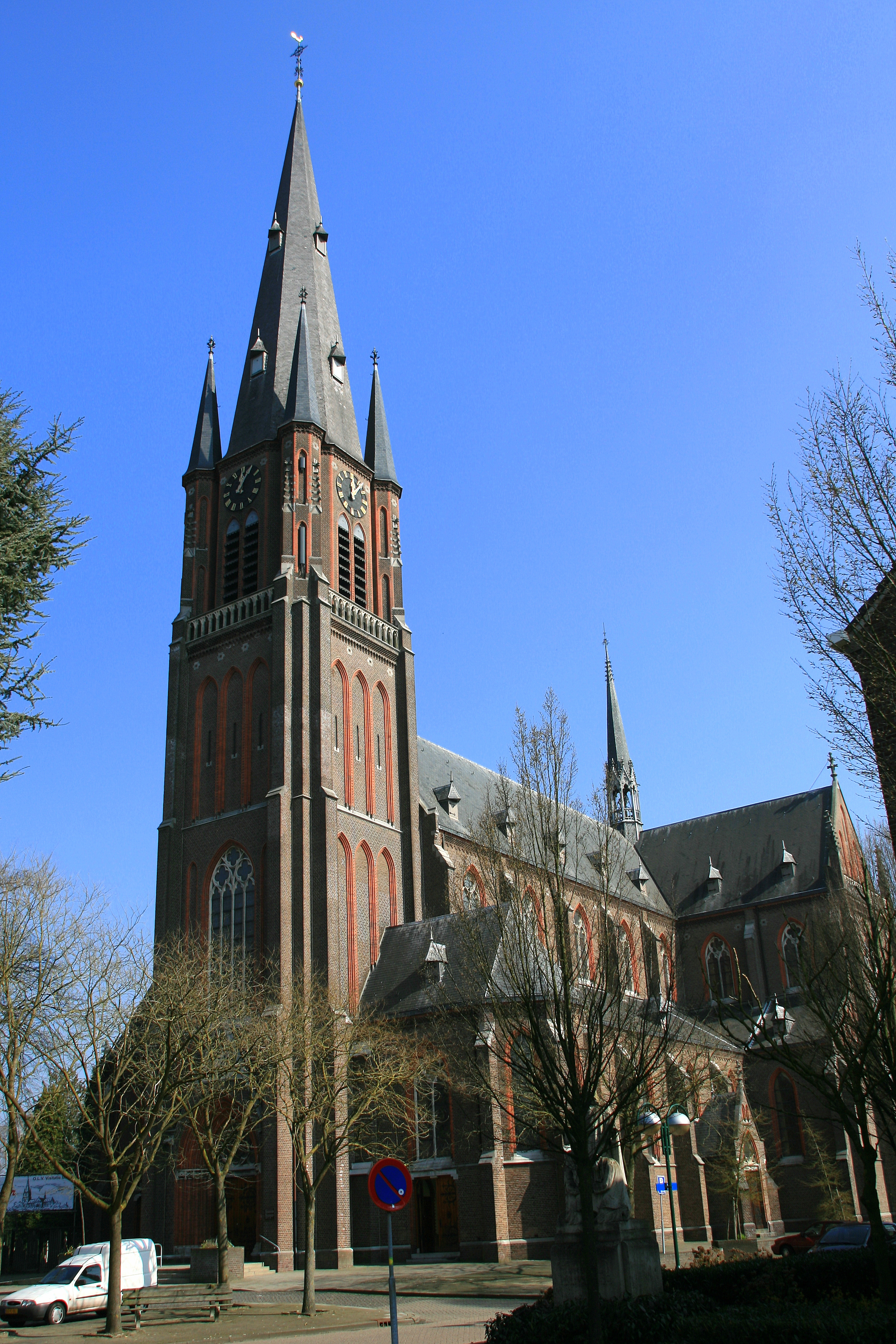
Budel: Iglesia de Nuestra Señora de la Visitación
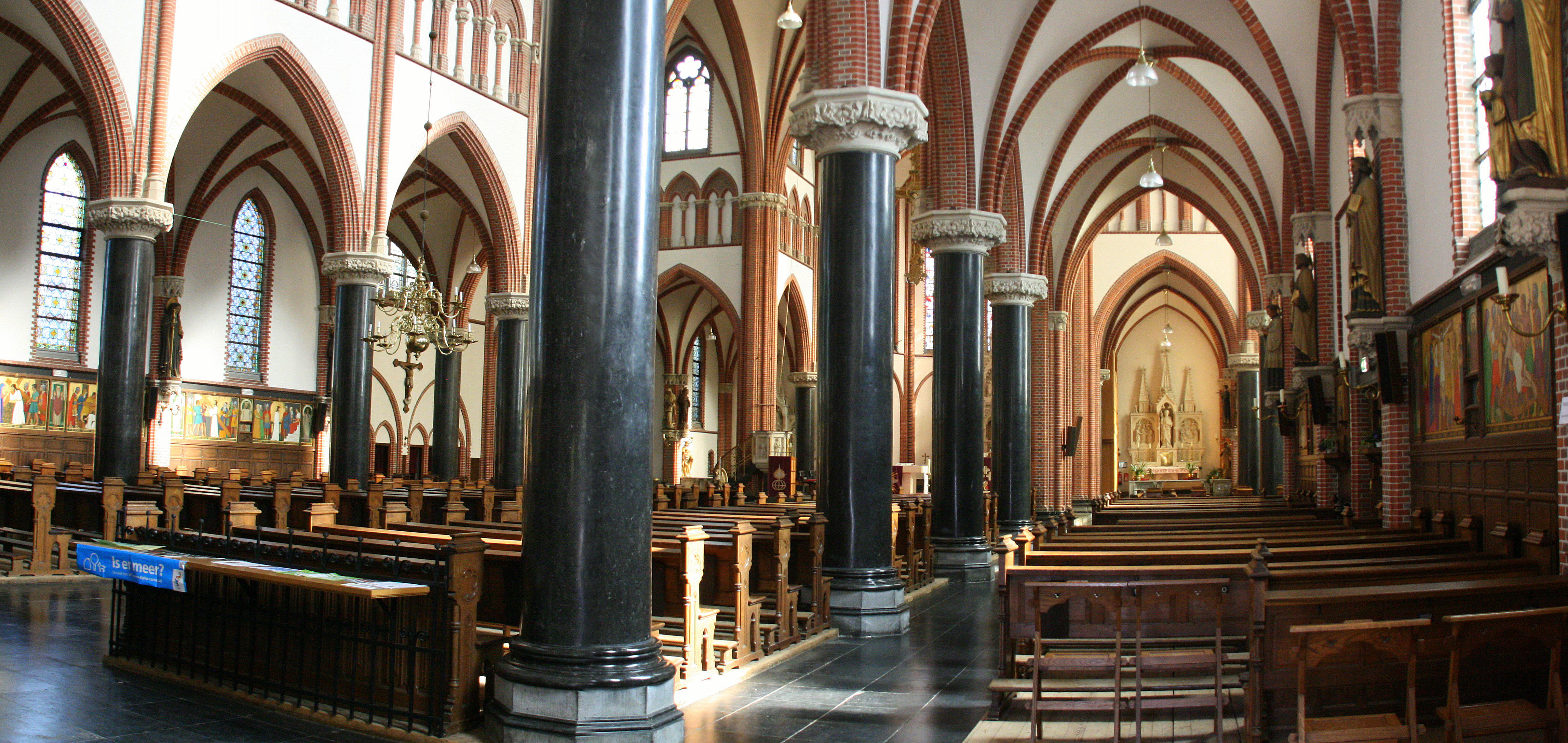
Budel: Iglesia de Nuestra Señora de la Visitación, interior
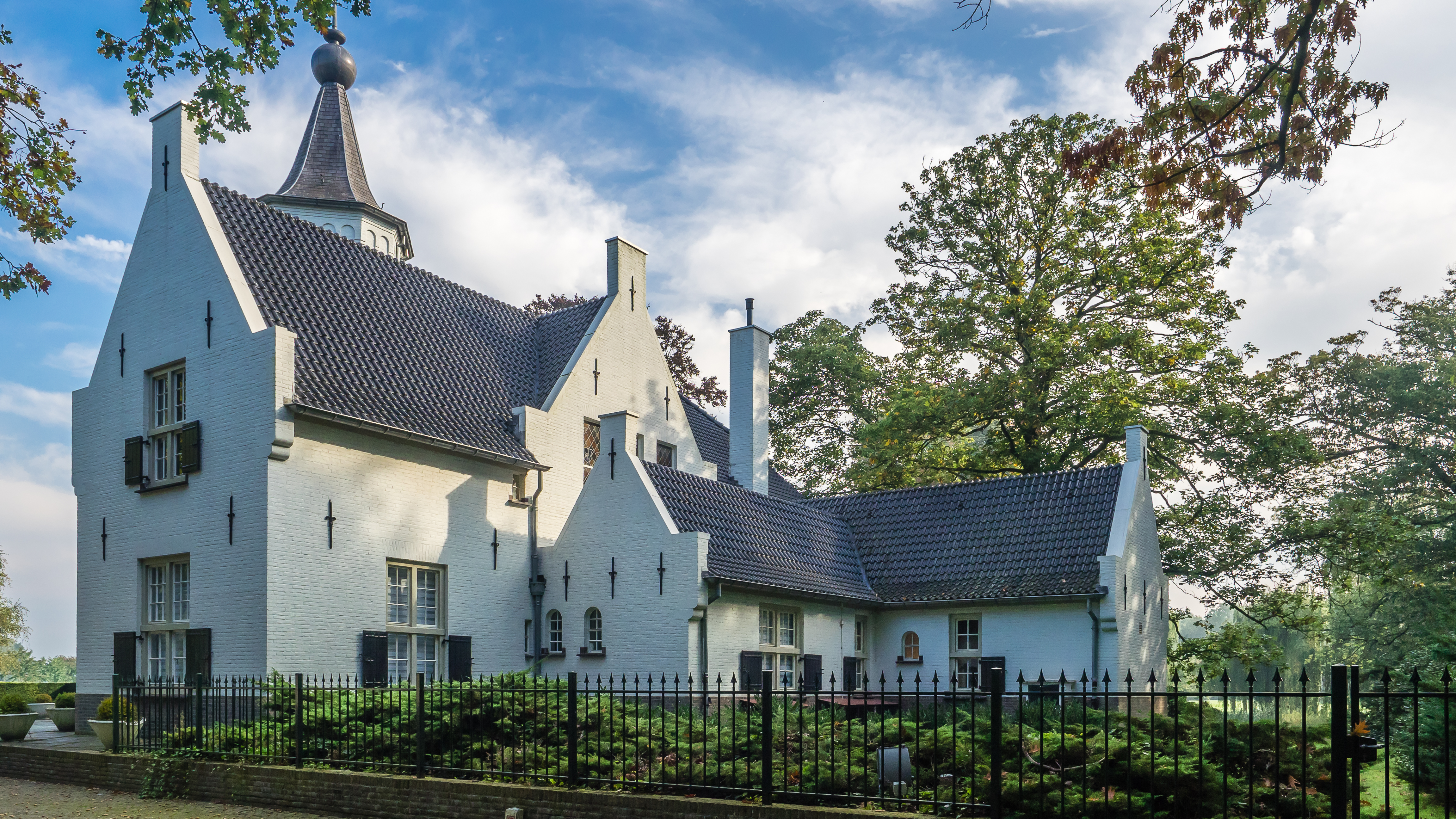
Soerendonk: antiguo ayuntamiento de Maarheeze en el lugar donde se alzaba el castillo de Cranendonck